# Herval (ort)
Herval är en ort i Brasilien.   Den ligger i kommunen Herval och delstaten Rio Grande do Sul, i den södra delen av landet, 1 900 km söder om huvudstaden Brasília. Herval ligger 283 meter över havet och antalet invånare är 18 063.
Terrängen runt Herval är lite kuperad. Det finns inga andra samhällen i närheten.
Trakten runt Herval består i huvudsak av gräsmarker. Trakten runt Herval är nära nog obefolkad, med mindre än två invånare per kvadratkilometer.